# Драгослав Михајловић
Драгослав Михајловић (Алексинац, 13. децембар 1906 — Сејл, Аустралија, 18. јун 1978) је био југословенски фудбалер и фудбалски тренер.
Наступао је за БСК и играо је на позицији левог бека. Био је принуђен да у 24. години оконча своју фудбалску каријеру након прелома ноге који је доживео 23. новембра 1930. на утакмици против Славије Праг (1-3) у Прагу.
Поред шест утакмица за селекцију Београда, одиграо је још и четири утакмице за репрезентацију Југославије, све четири јуна и јула 1930. Дебитовао је 15. јуна 1930. на пријатељској утакмици против Бугарске (2-2) у Софији. Учествовао је на Светском првенству 1930. у Монтевидеу, где је одиграо све три утакмице, те је утакмица полуфинала против Уругваја била његова последња у дресу репрезентације.
Још док је играо фудбал, био је полицијски службеник. На тој дужности је остао све до 1944. године када је напустио земљу и никада се није вратио. Емигрирао је у Аустралију у град Сејл. У Аустралији се бавио тренерским послом. Тренирао је Сејл сити и клуб југословенских досељеника ЈУСТ.